# Etienne Le Compte

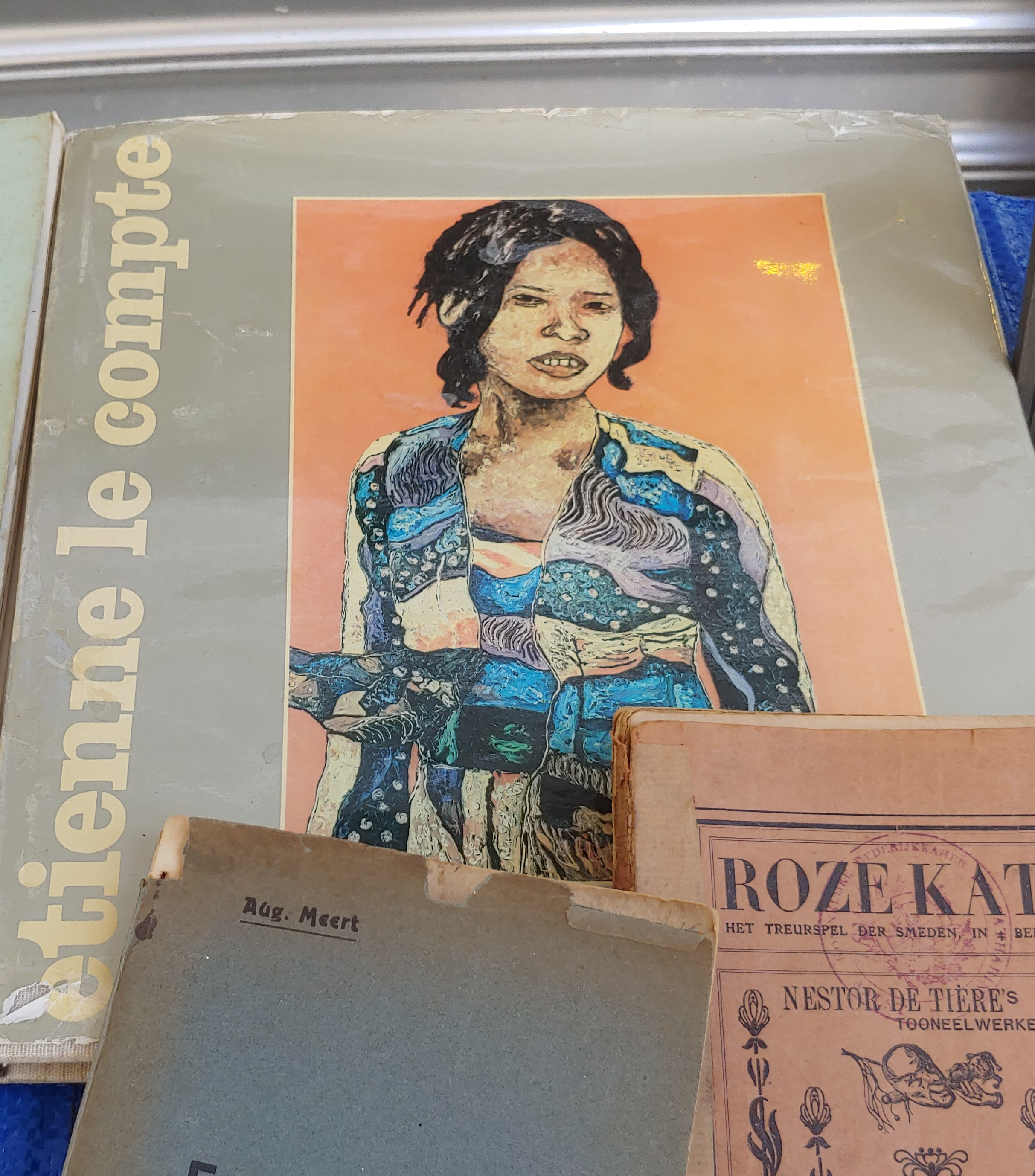
Boek over Le Compte.

Etienne Le Compte (Aalst, 4 april 1931 - aldaar, 29 augustus 2010), stond bekend als veelzijdig kunstenaar die minstens 8 keer de wereld rondreisde met het cruiseschip Albatros - Phoenix Reisen. Hij maakte monografieën, schilderijen, standbeelden en tekeningen. Le Compte was autodidact. Hij overleed in het Onze-Lieve-Vrouwziekenhuis van Aalst. Hij verdiepte zich in primitieve volkeren en zocht naar exotische beelden, deze schilderde hij met een rijk/fel kleurenpalet.
- International Standard Name Identifier: 0000 0000 2169 3767
- Library of Congress Control Number: n79148067
- RKD-Nederlands Instituut voor Kunstgeschiedenis: 48722
- Virtual International Authority File: 290025153